# Lynnfield (Massachusetts)
Lynnfield é uma vila localizada no condado de Essex no estado estadounidense de Massachusetts. No Censo de 2010 tinha uma população de 11.596 habitantes e uma densidade populacional de 427,75 pessoas por km².

## Geografia
Lynnfield encontra-se localizado nas coordenadas 42° 32′ 03″ N, 71° 02′ 19″ O. Segundo o Departamento do Censo dos Estados Unidos, Lynnfield tem uma superfície total de 27.11 km², da qual 25.6 km² correspondem a terra firme e (5.58%) 1.51 km² é água.

## Demografia
Segundo o censo de 2010, tinha 11.596 pessoas residindo em Lynnfield. A densidade populacional era de 427,75 hab./km². Dos 11.596 habitantes, Lynnfield estava composto pelo 94.74% brancos, o 0.5% eram afroamericanos, o 0.04% eram amerindios, o 3.27% eram asiáticos, o 0% eram insulares do Pacífico, o 0.45% eram de outras raças e o 1% pertenciam a duas ou mais raças. Do total da população o 1.74% eram hispanos ou latinos de qualquer raça.